# Joseph von Sperges

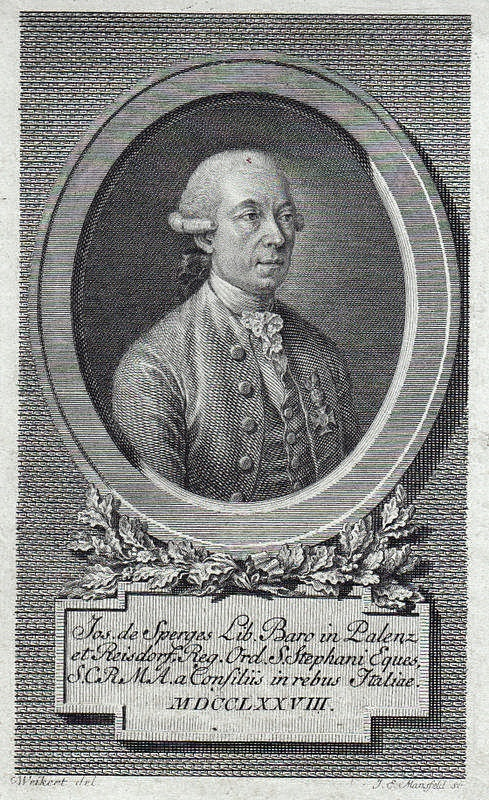
Joseph von Sperges

Joseph Freiherr von Sperges auf Palenz und Reisdorf, vormals von Spergs (* 31. Jänner 1725 in Innsbruck; † 26. Oktober 1791 in Wien oder Udine) war ein Tiroler Jurist, Polyhistor und österreichischer Diplomat. Er erarbeitete die erste genaue Landkarte des südlichen Teils von Tirol  sowie eine Verwaltungsreform für die Lombardei aus.

## Ausbildung, Tätigkeit in Welschtirol
Er entstammte einer weit verzweigten Tiroler Beamtenfamilie und wurde am 31. Jänner 1725 als Sohn des Archivars und Gubernialrates Anton Dionys Spergser in Innsbruck geboren. Sein Vater wurde 1732 mit dem Prädikat „von Spergs“ in den Adelsstand erhoben. Er selbst ließ es 1766 zwecks leichterer Aussprache auf von Sperges ändern, als er Leiter des italienischen Departements in Wien wurde.
Joseph von Spergs studierte nach dem Gymnasium Jus an der Universität Innsbruck. Daneben befasste er sich mit antiken Inschriften sowie Heimatkunde und sammelte Quellen zur Geschichte Tirols. Wichtige Förderer seines Weltbildes und Kunstsinnes waren der Theologe Martin Gabrielli und der Maler Johann Grasmayr förderten. Nach Studienabschluss wurde er 1748 ehrenamtlich Sekretär des Stadthauptmannes von Trient und im August 1750 als Sekretär einer Kommission angestellt, die durch Verhandlungen in Rovereto die Grenzstreitigkeiten zwischen Tirol und Venedig beilegen und die Grenze vermessen sollte.
Durch seine Ortskenntnisse wurde er 1754 beauftragt, erstmals eine Karte des südlichen Teil Tirols  herzustellen, die 1762 gedruckt wurde. Die abschließenden Vermessungen im Raum Bozen und Meran tätigte allerdings auf Vorschlag von Prof. Ignaz Weinhart SJ der Bauernkartograf Peter Anich, der in den Folgejahren eine noch genauere Karte, den Atlas Tyrolensis aufnahm.

## Diplomatie, Verwaltungsreform und Kunst
Sperges wurde 1759/60 nach Wien in das Außenministerium berufen, wo er als Staatsoffizial die Konzepte des Staatskanzlers Wenzel Anton Graf Kaunitz für das Archivwesen und die Grenzangelegenheiten mit Italien erarbeitete. Nach dem Siebenjährigen Krieg wurde er 1763 zum Hofrat und 1766 zum Nachfolger von Don Luigi Giusti als Leiter des italienischen Departements der Staatskanzlei befördert. Sperges konzipierte nun auch den gesamten staatlichen Schriftverkehr in Italienisch und teilweise in Latein.
Die zunehmenden Spannungen mit Italien erforderten eine Steuerreform in der Lombardei, die er mit dem bevollmächtigten Minister Carl Graf Firmian in Mailand erarbeitete. Dort forderte eine Gruppe junger radikaler Aristokraten um Pietro Verri die Abschaffung der Steuerpacht, wobei Sperges erfolgreich vermittelte. Als Kaiser Joseph II. 1769 die Lombardei und die Toskana besuchte, wo sein Bruder die Steuerpacht eben abgeschafft hatte, sollte auch in Mailand eine Steuer- und Verwaltungsreform erfolgen. Dazu berief Kaunitz Firmian und Verri 1771 nach Wien. Da Sperges Vorsitzender dieser Konferenz wurde, ließ ihn Kaunitz in den erbländischen Freiherrnstand erheben.
Die Verwaltungsreform wurde nach einem schwierigen Kompromiss erfolgreich abgeschlossen und bewährte sich in der Folgezeit. Das in der damaligen Diplomatie oft zitierte, auch künstlerisch interessierte „Dreigestirn“ Kaunitz-Sperges-Firmian arbeitete harmonisch zusammen und verwaltete die Lombardei nicht zentralistisch-bürokratisch, sondern unter Förderung der regionalen Kultur. Durch Berufung der besten Kräfte in den Staatsdienst wurde ein „goldenes Zeitalter“ heraufgeführt, das die italienische Literatur auch heute noch würdigt. Als die Wiener Kunstschulen zur „Vereinigten Akademie der bildenden Künste“ vereinigt wurden, war Sperges dort Vertreter des Staatskanzlers und beriet die Kaiserin Maria Theresia in Kunstfragen.
Nach ihrem Tode machte aber Josef II. das italienische Departement zu einem rein ausführenden Instrument und behielt sich alle Entscheidungen vor. Die Verwaltungsreform von 1786 nahm Sperges viel von seiner Unabhängigkeit, nur in Personalfragen blieb sie ihm teilweise. Aus dem einstigen Reformer wurde ein Konservativer, dem die Neuerungssucht des Kaisers verderblich schien. Entschädigt wurde er in der Wiener Kunstakademie, die ihn auf Wunsch des Staatskanzlers 1783 zum Präses wählte. Gemeinsam mit Kaunitz konnte er ihr die Unabhängigkeit sichern und die Akademie großzügig fördern.
Als Freund der Gelehrsamkeit und der Künste errichtete er eine Stipendien-Stiftung für adelige Tiroler. Nebst anderen Schriften publizierte er 1765 die „Tirolische Bergwerksgeschichte, mit Urkunden“. Der historisch und künstlerisch ausgebildete Diplomat entwarf auch zahlreiche Gedenkmünzen und Inschriften.
Mit der Bearbeitung seines Nachlasses beauftragte er den Archivar und Dichter Johann Friedrich Primisser.

## Ehrungen

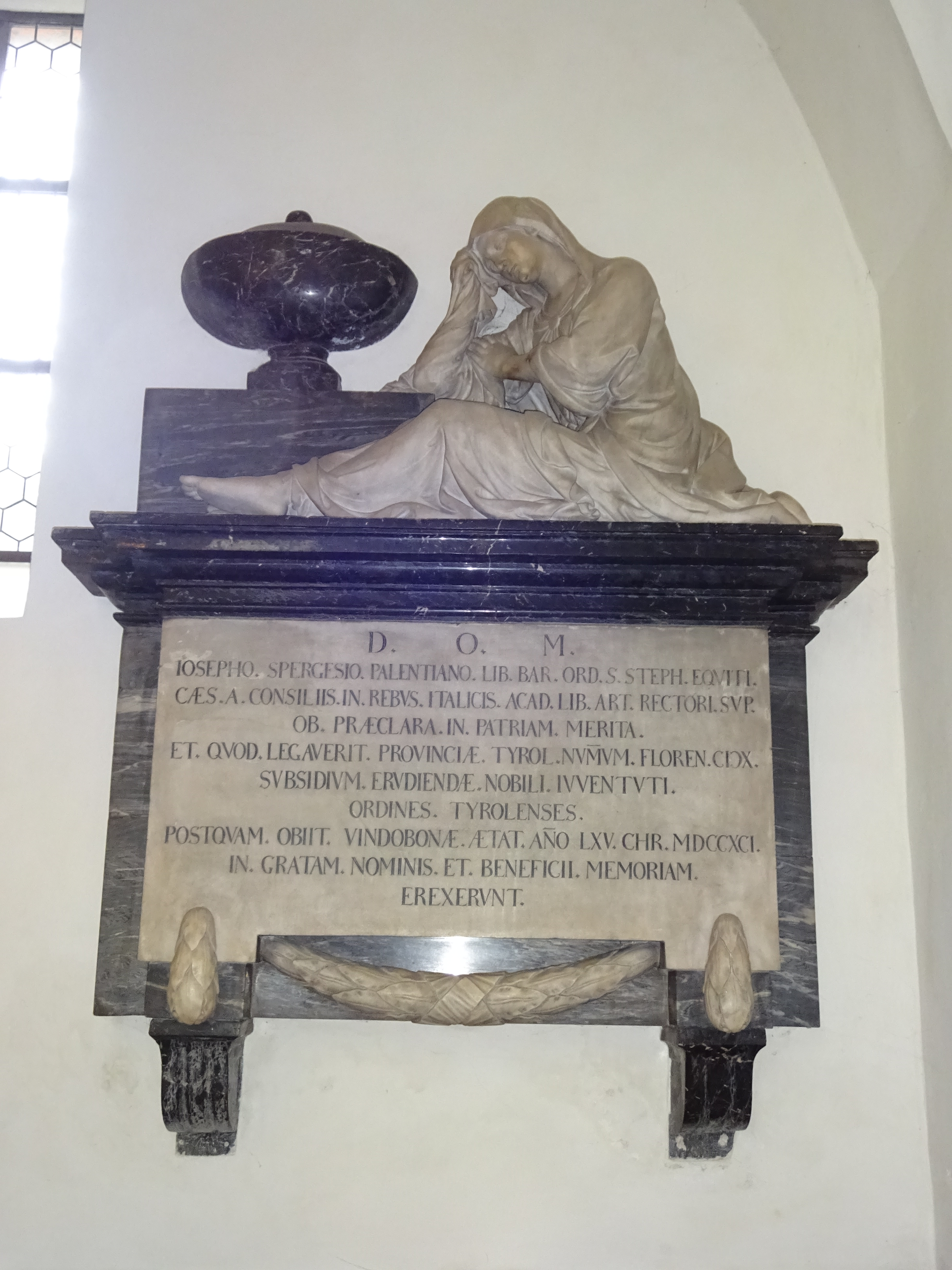
Grabdenkmal in der Innsbrucker Mariahilfkirche

In ihrem Gründungsjahr 1759 wurde er als auswärtiges Mitglied in die Bayerische Akademie der Wissenschaften aufgenommen.
Nach seinem Tod stifteten die Tiroler Landstände ein marmornes Grabdenkmal in der Landschaftlichen Pfarrkirche Mariahilf in Innsbruck. Es wurde um 1800 von Jakob Philipp Santer geschaffen und zeigt die an einer Urne trauernde Tyrolia als Zeichen der Trauer des Landes Tirol.